# Friedrich Bechtel

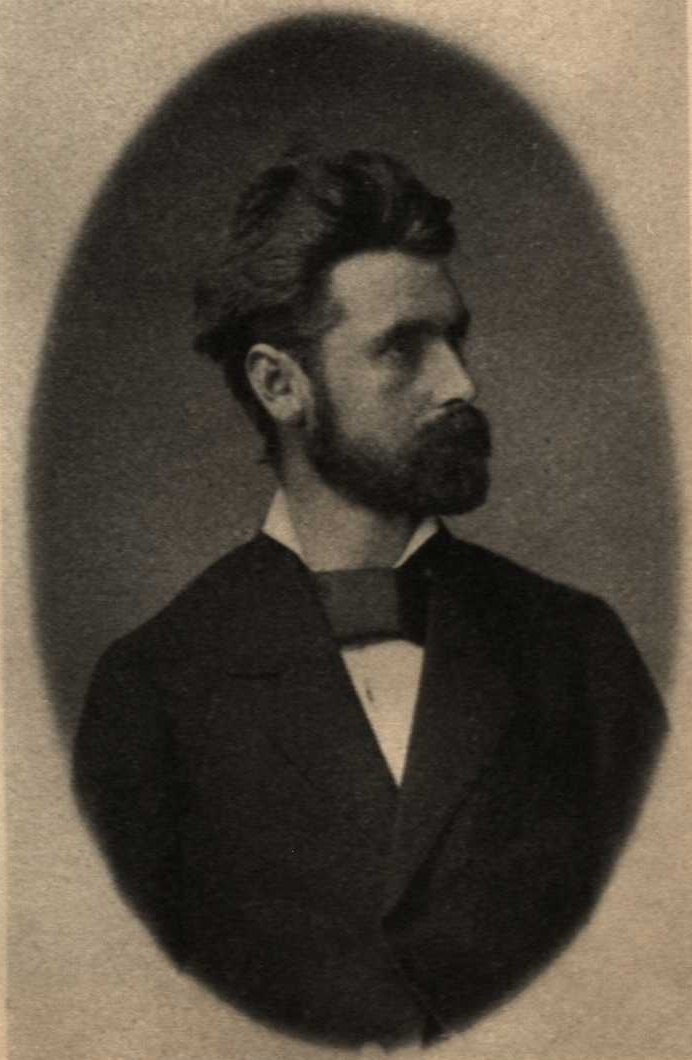
Friedrich Bechtel.

Friedrich "Fritz" Bechtel, född 2 februari 1855 i Durlach, Baden, död 8 mars 1924 i Halle an der Saale, var en tysk språkforskare.
Bechtel studerade i Heidelberg och Göttingen samt promoverades 1876 till filosofie doktor. Efter ytterligare studier i Strassburg och Berlin habiliterade han sig som privatdocent för indoeuropeisk språkvetenskap i Göttingen 1878. Han blev extra ordinarie professor där 1884 och var professor i indoeuropeisk språkvetenskap i Halle 1895–1923. 
Bechtels forskning gällde dels frågor av allmänt indoeuropeisk innebörd, såsom i det på sin tid uppburna verket Die Hauptprobleme der indogermanischen Lautlehre seit Schleicher (1892), dels och framför allt den grekiska filologin, där han särskilt ägnade sig åt dialekt-, inskrifts- och namnforskningar. På det förstnämnda området märks hans huvudarbete, det monumentala verket Handbuch der griechischen Dialekte (tre band, 1921–24). 
Inom den grekiska epigrafiken har han framträtt som utgivare av joniska och thasiska inskrifter: ett betydande antal dialektinskrifter har Bechtel vidare publicerat i den av Hermann Collitz påbörjade  Sammlung der griechischen Dialektinschriften, av vilken Bechtel redigerade band 3–4. Bland Bechtels arbeten inom den grekiska namnforskningen märks Die attischen Frauennamen (1902), Die historischen Personennamen des Griechischen bis zur Kaiserzeit (1917), samt den tillsammans med August Fick utgivna andra upplagan av Die griechischen Personennamen (1894). Ett övervägade etymologiskt arbete av Bechtel är Lexilogus zu Homer (1914).